# هنلن
هنلن (به انگلیسی: Henllan) یک منطقهٔ مسکونی در بریتانیا است که در دنبیشر واقع شده‌است. هنلن ۸۶۲ نفر جمعیت دارد.